# Strand Bookstore
A Strand Bookstore é uma  livraria independente localizada na 828 Broadway, na esquina da East 12th Street no bairro East Village de Manhattan, Cidade de Nova York, duas quadras ao sul da Union Square. Além do local principal, há outra loja no Upper West Side na Columbus Ave entre as ruas West 81st e 82nd, além de quiosques no Central Park e na Times Square, e uma prateleira com curadoria no Moynihan Train Hall. O slogan da empresa é “18 Miles Of Books” (18 milhas de livros), que aparece em seus adesivos, camisetas e outros produtos. Em 2016, o The New York Times chamou a Strand de “o rei indiscutível das livrarias independentes da cidade”.
A livraria vende livros novos e usados – como em um sebo –  adquirindo também, livros de clientes.

## Histórico

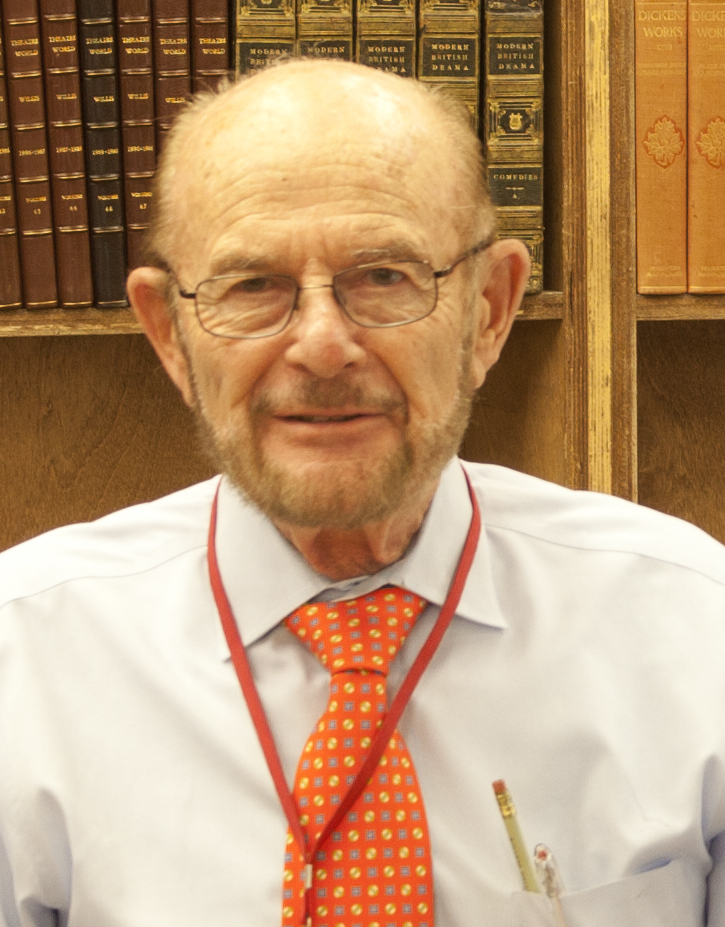
Fred Bass em 2013

Benjamin Bass era um emigrante da Lituânia que chegou aos Estados Unidos aos 17 anos. Trabalhou como mensageiro, vendedor e operário de construção de metrô antes de se deparar com o distrito de livros usados na Fourth Avenue, entre Astor Place [en] e Union Square. Sua primeira livraria foi a Pelican Book Shop, na Rua, próximo da Greene Street. No entanto, a loja não foi um sucesso, e Bass abriu a Strand – nomeada em homenagem à rua em Londres – em 1927 com um investimento inicial de 300 dólares de suas próprias economias e outros 300 dólares emprestados; no início, ele dormia em um cama na loja. A nova loja conseguiu sobreviver à Grande Depressão graças à ampla rede de contatos de Bass. Além disso, seu locador era o último da famosa família Stuyvesant [en] da cidade, que sustentou a loja durante os anos de escassez, quando Bass não conseguia pagar o aluguel; Bass posteriormente pagou a dívida e acordou um cronograma de aumentos voluntários de aluguel durante os controles de aluguel instituídos com a Segunda Guerra Mundial. Após o fim do controle de aluguéis, os interesses da Stuyvesant dobraram os aluguéis de suas outras propriedades, mas não os da Strand.
O Strand estava então localizado na Park Avenue, que na época possuía 48 livrarias, no que era conhecido como 'Book Row', que foi estabelecido já em 1890. Elas começaram a desaparecer por volta da década de 1930, devido à Grande Depressão, e houve uma segunda onda de falências, na década de 1950, devido a aumentos de aluguel.
Seu fundador, Benjamin Bass, morreu aos 77 anos de idade em 1978, enquanto passava férias em Stowe, no estado de Vermont.
O filho de Bass, Fred, que começou a trabalhar na loja nos fins de semana quando tinha 13 anos de idade, assumiu o negócio da família em 1956 e, no ano seguinte, transferiu a loja para o local atual, na esquina da East 12th Street com a Broadway. A loja expandiu-se para todo o primeiro andar do edifício e, depois, para os três primeiros andares na década de 1970. No ano de 1996, a Bass comprou o prédio na East 12th Street e Broadway por 8 200 milhões de dólares, época em que a Strand era a maior livraria de livros usados do mundo. Atualmente, a loja ocupa três andares e meio, com mais um andar e meio para escritórios.
A Strand também tem possui dois quiosques, um na Times Square e outro no Central Park, e tem um local pop-up no mercado Artists & Fleas no Soho. Eles também participam de mercados sazonais de férias na Union Square, Bryant Park e Columbus Circle.
A filha de Bass, Nancy Bass Wyden, atual proprietária da Strand, começou a ajudar na loja aos 6 anos de idade, apontando lápis para os funcionários. Com 16 anos, começou a atender pedidos por telefone, trabalhar na caixa registradora e gerenciar os quiosques da loja no Central Park. Após formar-se na Universidade de Wisconsin–Madison e trabalhar brevemente para a Exxon, ela retornou à cidade de Nova Iorque para trabalhar para seu pai na Strand. Wyden entrou oficialmente para a Strand como gerente em 1986. Estabeleceu o departamento Books by the Foot da loja, fazendo a curadoria de coleções de livros personalizados e bibliotecas particulares. Liderou grandes reformas e expansões da loja em 2005 – como a adição de ar condicionado – e supervisionou o lançamento das mercadorias oficiais de livros da Strand, incluindo camisetas e bolsas, que agora representam mais de 15% da receita da empresa.
Wyden tornou-se coproprietária da loja após a aposentadoria de seu pai em novembro de 2017. Com a morte de seu pai em janeiro de 2018, ela agora é a única proprietária. Wyden é casada com o senador dos Estados Unidos pelo estado do Oregon, Ron Wyden, que ela conheceu em uma viagem a Portland para conhecer a Powell's Books [en].
Em 15 de julho de 2020, o Strand abriu um novo local no Upper West Side, substituindo o Book Culture.
Em 22 de dezembro de 2021, Ben McFall, que trabalhava na Strand desde 1978 e era o livreiro mais antigo da loja, morreu em sua casa em decorrência de uma queda. McFall não possuía um cargo oficial na gerência da Strand, mas era o único funcionário que tinha controle pessoal sobre uma seção inteira da loja, a seção de ficção, e o único com uma mesa designada para seu próprio uso. Wyden se referiu a McFall como “o coração da Strand.

### Luta contra o tombamento
No mês de dezembro de 2018, a Comissão de preservação de marcos históricos da cidade de Nova Iorque [en] realizou uma audiência sobre o tema da designação da livraria como um marco da cidade. A proprietária Nancy Bass Wyden se opôs e fez uma forte campanha contra a designação, citando barreiras regulatórias às renovações propostas e o aumento dos custos de administração da empresa como obstáculos à administração de sua livraria independente. Nancy também comparou o tratamento de sua loja com a recepção do Amazon HQ2 em Nova Iorque, dizendo: “Não estou pedindo dinheiro ou um desconto de impostos, apenas me deixem em paz”.  A comissão votou pelo tombamento do edifício em 11 de junho, declarando que havia “perdido pouquíssimos edifícios” devido à má administração. O tombamento pode ser objeto de recurso ao Conselho da Cidade de Nova Iorque.

### Pandemia de COVID-19
No mês de março de 2020, a Strand demitiu a maior parte de seus funcionários devido à pandemia da COVID-19, embora em abril tenha recebido um empréstimo do Programa de proteção ao salário [en], sancionado pelo então presidente Donald Trump, entre 1 e 2 milhões de dólares para ajudar a manter 212 empregos, dos quais 188 já haviam sido eliminados. Menos de duas dúzias de funcionários sindicalizados foram restaurados. Em julho de 2020, o Strand demitiu doze funcionários recentemente recontratados.
Em 23 de outubro de 2020, Bass Wyden divulgou uma declaração no Twitter dizendo que a Strand corria o risco de fechar. Esse pedido de ajuda, publicado em uma sexta-feira, atraiu enormes vendas nos dias seguintes, com 25.000 pedidos on-line feitos no fim de semana seguinte. No entanto, também atraiu críticas daqueles que acompanharam os problemas trabalhistas em andamento na loja.

### Crítica aos investimentos de Bass Wyden
Bass Wyden também foi criticado por ter comprado 115 000 dólares em ações da Amazon em abril e maio, e depois de 60 000 a e 200 000 dólares em junho, depois de ter caracterizado anteriormente a empresa como uma ameaça à sobrevivência da Strand.

## Loja

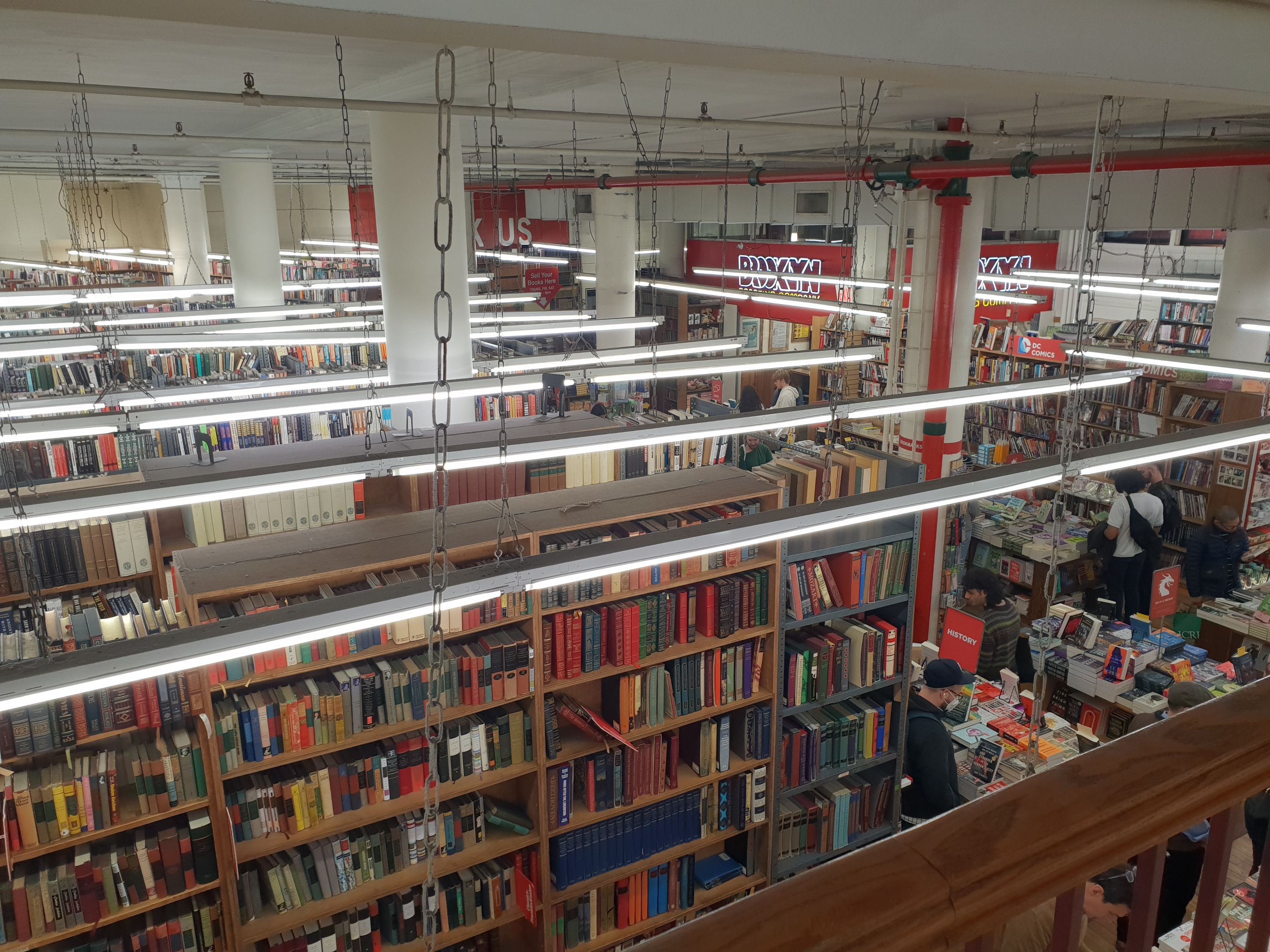
Prateleiras no 1º andar

A Strand é uma empresa familiar com mais de 230 funcionários. Diversos artistas notáveis da cidade de Nova Iorque trabalharam na loja, inclusive músicos de rock da década de 1970: Patti Smith – que alegou não ter gostado da experiência porque “não era muito amigável” – e o guitarrista Tom Verlaine, que gostava dos carrinhos de livros com desconto que ficavam do lado de fora da loja. Outros funcionários famosos incluem Richard Hell, Neil Winokur, Adam Bellow, Sam Shepard, Mary Gaitskill [en], Burt Britton, Lucy Sante [en], Marvin Mondlin, Ken Schles [en] e Thomas E. Weatherly Jr [en].
A loja tem uma força de trabalho sindicalizada há mais de 35 anos. Em 5 de abril de 2012, os trabalhadores sindicalizados da loja rejeitaram um novo contrato; em 15 de junho de 2012, os trabalhadores ratificaram um novo contrato.
Além da loja principal e do quiosque do Central Park, um local adicional chamado “Strand Book Annex” foi inaugurado na década de 1980 e estava originalmente localizado na Front Street, no complexo Porto da Rua Sul [en]. Mudou-se ao ano de 1996 para a Fulton and Gold Streets no Financial District, mas fechou em 22 de setembro de 2008, devido a aumentos de aluguel. Uma filial no Flatiron District foi inaugurada em 2013, e um quiosque de verão na Times Square foi inaugurado em 2016. Devido ao contexto pandêmico de 2020, a inauguração da filial no Upper West Side foi adiada.

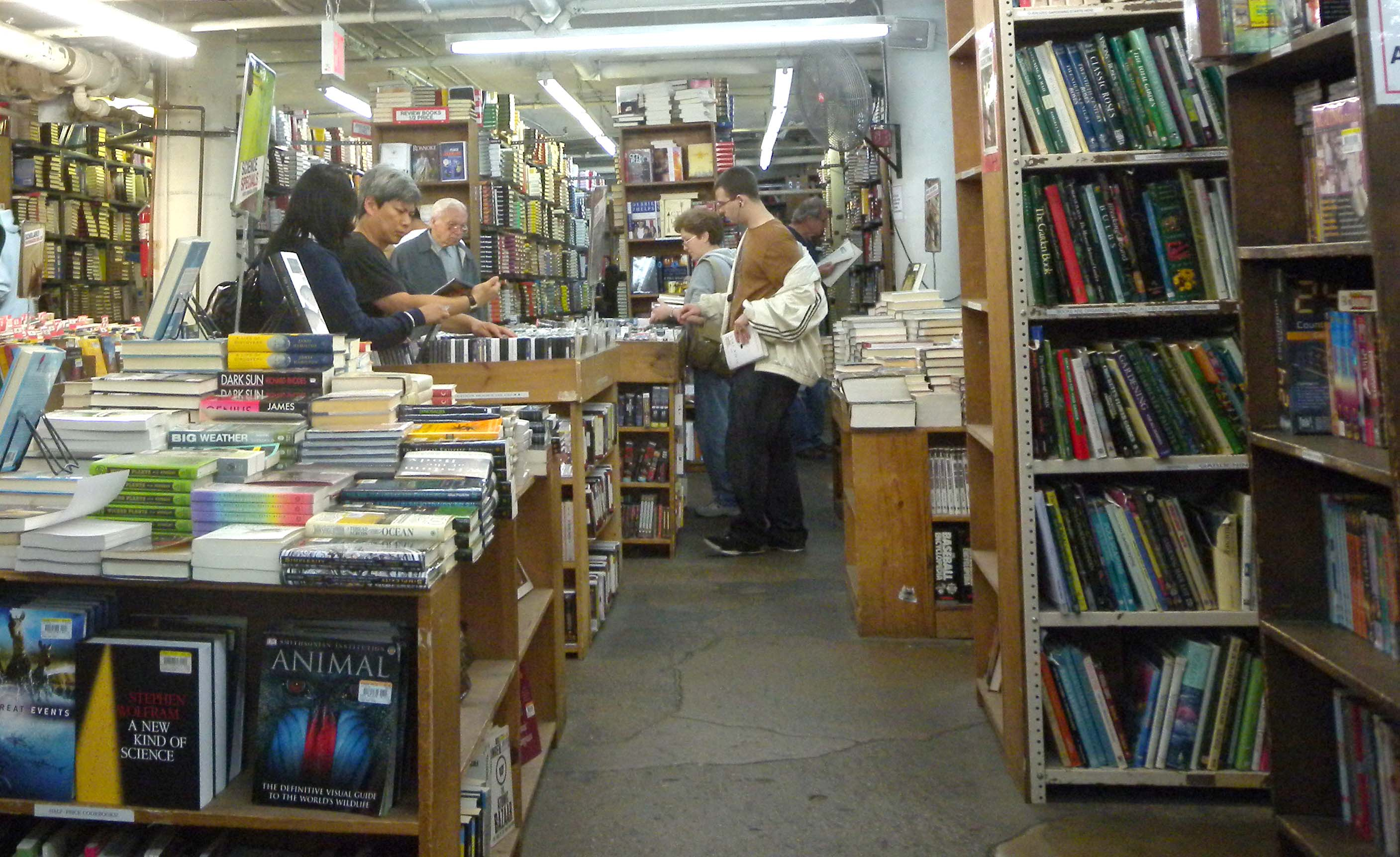
O porão da Strand abriga sua coleção de cópias de resenhas de livros publicados recentemente

A livraria tinha 70.000 livros em seus primeiros anos, que aumentaram em meados da década de 1960 para 500.000. Na década de 1990, ela tinha 2 500 000 milhões de livros, o que exigiu o aluguel de um depósito em Sunset Park [en], no Brooklyn. Naquela época, o livro mais antigo à venda na Strand era uma edição da Magna Moralia, cujo preço era de 4 500 dólares. O livro mais caro é uma cópia do romance Ulysses, de James Joyce, que custa 38 000 dólares.
Embora a loja continue a se vangloriar do slogan “18 milhas de livros”, ela agora abriga mais de “23 milhas” de livros.

## Na cultura popular
- A Strand apareceu em filmes como Seis Graus de Separação, Julie & Julia e Remember Me, estrelado por Robert Pattinson, que interpretou um funcionário da loja.[53]
- A loja e a proprietária Nancy Bass Wyden foram apresentadas no documentário The Booksellers [en], de 2020, que narra o comércio de livros antigos.[54]
- No episódio de Sex and the City, “The Freak Show”, Carrie Bradshaw faz compras nos carrinhos de livros do lado de fora do Strand.[55]
- No filme Arthur, de 2011, o personagem principal visita a loja.[56]
- Foi cenário de parte do romance Dash & Lily's Book of Dares, de David Levithan e Rachel Cohn [en], e também foi apresentado na série da Netflix Dash & Lily, baseada no livro.[57]
- A loja foi mencionada em Gilmore Girls no episódio da quarta temporada “Ballrooms and Biscotti”, quando Rory [en] e Lorelai discutem uma viagem de um dia para a cidade de Nova York, antes de Rory começar a faculdade.[58]
- A banda Steely Dan menciona a Strand em sua música What A Shame About Me, do álbum Two Against Nature.[59]
- A Strand pode ser vista do quarto do Professor Wutheridge em The Bishop's Wife.[60]